# 507
سنة 507 م (بالأرقام الرومانية: DVII) كانت سنة بسيطة تبدأ يوم الإثنين (الرابط يظهر نموذج الجدول الزمني الكامل للسنة) من التقويم اليولياني. بدأت تسمية السنة ب507 منذ العصور الوسطى المبكرة، عندما أصبح تقويم أنو دوميني هو الأسلوب السائد في أوروبا لتسمية السنوات.

## مواليد
- يوحنا الأفسسي

## وفيات
- ابن طاهر القيسراني
- ألاريك الثاني